# Sphaeropauropus breviglobulatus
Sphaeropauropus breviglobulatus är en mångfotingart som beskrevs av Ulf Scheller 2000. Sphaeropauropus breviglobulatus ingår i släktet Sphaeropauropus och familjen Sphaeropauropodidae. Inga underarter finns listade i Catalogue of Life.